# 키이우 국제공항
이고르 시코르스키 키이우 국제공항(우크라이나어: Міжнародний аеропорт «Київ» імені Ігоря Сікорського, IATA: IEV, ICAO: UKKK)은 우크라이나의 수도 키이우의 승객용 공항들 중 하나로, 다른 하나는 보리스필 국제공항이다.
정기적인 승객편뿐 아니라 키이우 국제공항은 우크라이나의 주된 비즈니스 항공기 공항이기도 하며 유럽에서 가장 분주한 비즈니스 항공 허브 가운데 하나이다.
2022년 2월 24일, 우크라이나는 러시아의 우크라이나 침공으로 인해 민간 항공편의 항로를 닫았다.

## 통계
| 연도 | 승객 수   | 변화   |
| ---- | --------- | ------ |
| 2002 | 258,800   | –      |
| 2016 | 1,127,500 | 019.4% |
| 2017 | 1,851,700 | 067.3% |
| 2018 | 2,812,300 | 051.9% |
| 2019 | 2,617,900 | 06.9%  |
| 2020 | 690,300   | 073.6% |